# Isle of Dogs (Original Soundtrack)
Die Musik für den Film Isle of Dogs – Ataris Reise, einem Stop-Motion-Animationsfilm von Wes Anderson, der im Februar 2018 als Eröffnungsfilm der Internationalen Filmfestspiele Berlin seine Premiere feierte, wurde von Alexandre Desplat komponiert. Der Soundtrack wurde am 23. März 2018 von ABKCO Records veröffentlicht.

## Entstehung

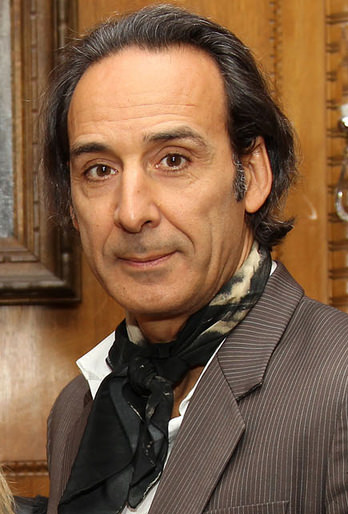
Alexandre Desplat

Die Musik für den Film Isle of Dogs – Ataris Reise, einem Stop-Motion-Animationsfilm von Wes Anderson, wurde von Alexandre Desplat komponiert. Desplat und Anderson hatten zuletzt für den Film Grand Budapest Hotel aus dem Jahr 2014 kollaboriert. 
Desplat arbeitete für die Aufnahme mit der West Coast Pop Art Experimental Band und dem Sauter-Finegan Orchestra, dem Toho Symphony Orchestra, dem Multiinstrumentalisten David Mansfield und Kaoru Watanabe zusammen. Neben japanischen Shamisen-Klängen kamen bei der Aufnahme auch Taiko-Trommeln zum Einsatz, wie im Stück Taiko Drumming, die gern wuchtig sind und von Unheil künden oder zumindest von einer sich zuspitzenden Lage, wie Tim Caspar Boehme von der taz in seiner Kritik zum Film bemerkt.

## Veröffentlichung
Ein Soundtrack mit 22 Musikstücken, der neben der Filmmusik von Desplat auch Stücke aus den japanischen Filmen Die sieben Samurai und Engel der Verlorenen enthält, wurde am 23. März 2018 von ABKCO Records veröffentlicht, nachdem ursprünglich ein Release am 30. März 2018 geplant war. Ein erster Trailer zum Film war mit dem Song I Won't Hurt You der West Coast Pop Art Experimental Band unterlegt, der auch auf dem Soundtrack enthalten ist.

## Geschichte des Films
Im Film werden 20 Jahre nach der heutigen Zeit nach dem Ausbruch einer Hundegrippe alle Hunde aus Megasaki City, einer fiktiven japanischen Stadt, auf die abgelegene Insel Trash Island verbannt. Der erste Hund, der auf die Insel deportiert wird, ist Spots, der Wachhund von Bürgermeister Kobayashis Mündel Atari. Eines Tages kommt es auf Trash Island zu einer Bruchlandung. Atari ist zur Insel geflogen, um nach seinem verlorenen Hund zu suchen. Das Rudel um den deportierten Hund Chief herum versteht schnell, wonach der Junge sucht, als er ihnen ein Foto seines heiß geliebten Vierbeiners zeigt.

## Titelliste

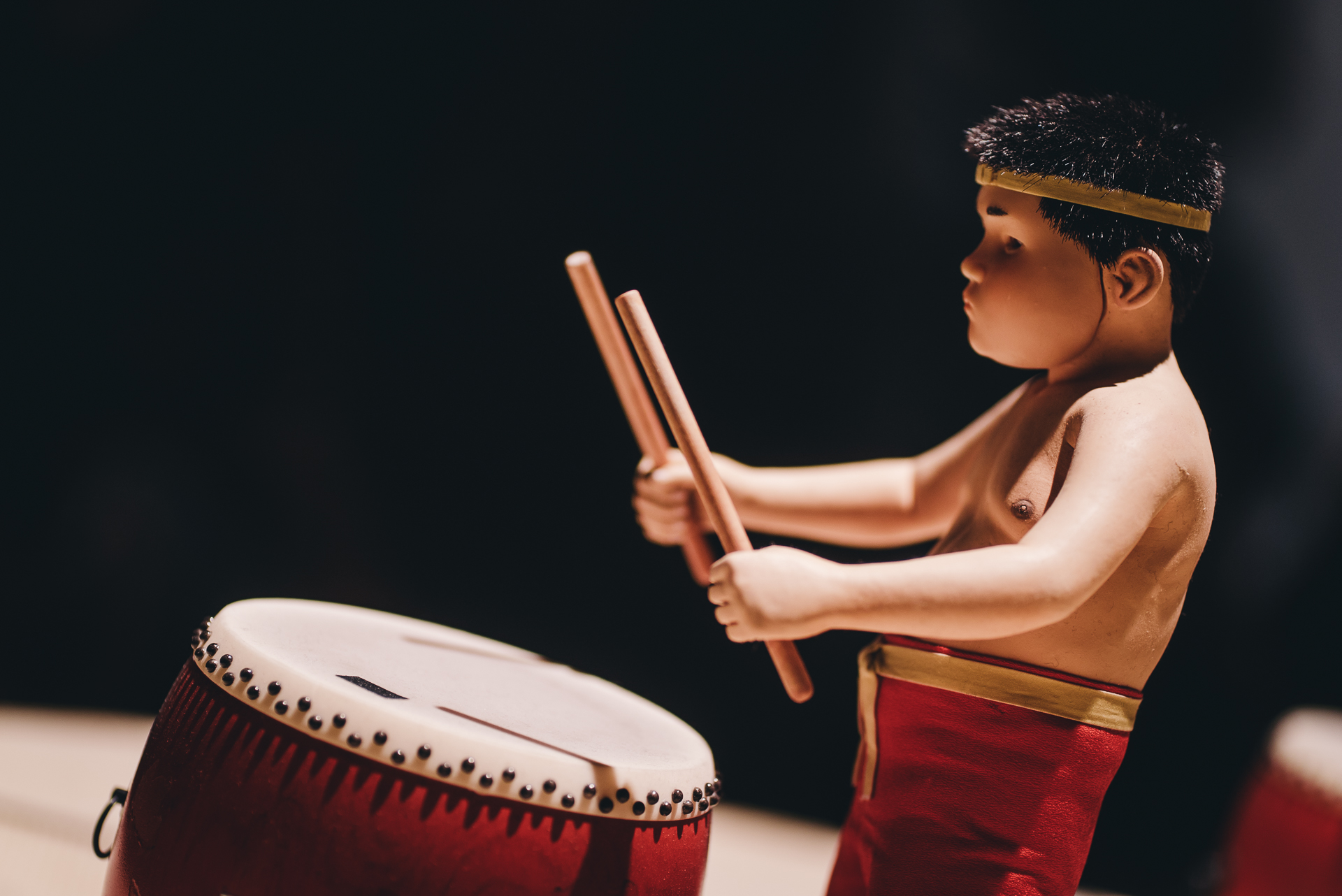
Für die Filmmusik wurden Taiko-Trommeln verwendet, wie für das zweite Stück auf dem Soundtrack

Der Soundtrack umfasst 22 Musikstücke.
1. Shinto Shrine – Alexandre Desplat
2. Taiko Drumming – Kaoru Watanabe
3. The Municipal Dome – Alexandre Desplat
4. Six Months Later Dog + Dog-Fight – Alexandre Desplat
5. The Hero Pack – Alexandre Desplat
6. First Crash-Landing – Alexandre Desplat
7. Kanbei & Katsushiro–Kikuchiyo’s Mambo (from Seven Samurai) – Toho Symphony Orchestra
8. Second Crash-Landing + Bath House + Beach Attack – Alexandre Desplat
9. Nutmeg – Alexandre Desplat
10. Kosame No Oka (from Drunken Angel) – David Mansfield
11. I Won’t Hurt You – The West Coast Pop Art Experimental Band
12. Toshiro – Alexandre Desplat
13. Jupiter and Oracle + Aboriginal Dogs – Alexandre Desplat
14. Sushi Scene – Alexandre Desplat
15. Midnight Sleighride (from The Lieutenant Kije Suite von Sergei Prokofjew) – The Sauter-Finegan Orchestra
16. Pagoda Slide – Alexandre Desplat
17. First Bath of a Stray Dog – Alexandre Desplat
18. TV Drumming – Kaoru Watanabe
19. Konbayashi Canine-Testing Laboratory – Alexandre Desplat
20. Tokyo Shoe Shine Boy – Teruko Akatsuki
21. Re-Election Night Parts 1-3 – Alexandre Desplat
22. End Titles – Alexandre Desplat

## Rezeption
Anke Westphal von epd Film sagt, Alexandre Desplats stark synkopierte Rhythmen für den Soundtrack, aber auch die japanischen Trommeln und Auszüge aus Prokofjews Leutnant-Kishe-Suite tun ein Übriges, um den Eindruck einer hochstilisierten Welt zu erwecken.
Kaya Savas meint, auch wenn die Filmmusik stark von den Klängen der traditionellen japanischen Musik beeinflusst sei, scheine sie etwas von Ennio Morricones Geist in sich zu tragen, insbesondere wenn es darum geht, die Bewegungen in der Erzählung mit einem ganz bestimmten Set von Themen und Motiven auszustatten. Das Rückgrat der Filmmusik basiere fast ausschließlich auf Percussion, deren konstanter Rhythmus das Tempo vorgibt, das den ganzen Film bestimmt, so Savas. Die rhythmischen Beats würden im Verlauf des Films fast hypnotisch, und die Art und Weise, wie sie mit dem Filmschnitt übereinstimmt, sei äußerst beeindruckend: „Die Tatsache, dass die Musik für einen Stop-Motion-Film so synchron zu den Schnitten und Kamerafahrten ist, macht alles extrem ehrfurchtgebietend.“

## Auszeichnungen
Bei der anstehenden Oscarverleihung 2019 befindet sich der Film in einer Shortlist in der Kategorie Beste Filmmusik. Im Folgenden eine Auswahl von Auszeichnungen und Nominierungen:
British Academy Film Awards 2019
- Nominierung für die Beste Filmmusik (Alexandre Desplat)

Critics’ Choice Movie Awards 2019
- Nominierung für die Beste Filmmusik (Alexandre Desplat)[15]

Golden Globe Awards 2019
- Nominierung für die Beste Filmmusik (Alexandre Desplat)[16]

Hollywood Music in Media Awards 2018
- Nominierung für die Beste Filmmusik – Animationsfilm (Alexandre Desplat)[17]

Los Angeles Online Film Critics Society Awards 2019
- Nominierung für die Beste Filmmusik (Alexandre Desplat)

Online Film Critics Society Awards 2019
- Nominierung für die Beste Filmmusik (Alexandre Desplat)[18]

Oscarverleihung 2019
- Nominierung für die Beste Filmmusik (Alexandre Desplat)